# Acide tuberculostéarique
L'acide tuberculostéarique, ou acide 10-méthylstéarique, est un acide gras saturé ramifié à 19 atomes de carbone produit par les bactéries actinomycètes.